# ピュイ・ダムール

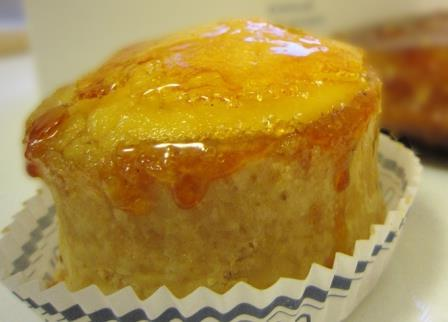
ピュイ・ダムール

ピュイ・ダムール（仏: puits d'amour）は、18世紀後半に考案されたパイ生地を使ったフランスの伝統的な菓子。ルイ15世が、愛するポンパドゥール夫人のために専属のパティシエに作らせたという逸話がある。

## 語源・生地の準備
″ピュイ″は″井戸″、″アムール″は″愛″を意味し、直訳すると″愛の井戸″となるが、″愛の泉″と訳されることが多い。タルト生地またはフイユタージュと呼ばれるパイ生地を伸ばして円形に整えた上に、中央部分を丸くくり抜いて環形にした生地を重ね、間に卵（卵黄）を塗って生地同士を接着させて準備する。この生地を熱したオーブンに入れ、膨らんで黄金色になるまで焼いて冷ましてから使う。近年では、伸ばした1枚の生地を型抜きして焼き型に敷き、必要以上に膨らむのを防ぐためその上に重石を乗せて焼き上げるという作り方もある。

## 概要
器の形に焼き上げた生地の中に、クレーム・パティスィエール（カスタードクリーム）やクレーム・サントノーレをたっぷりと詰めて砂糖をかけ、表面によく熱したコテを当ててカラメル状に焼き上げたものが基本形となっている。作り置きするとすぐに湿気てしまう菓子のため、湿度の高い日本での販売にはあまり向いていない。
元々は空洞になった中央部分に、ラズベリーまたは赤スグリなど赤いフルーツのジャムをベースにしたジュレが使われていたが、赤いジュレを詰めた見た目が性的な意味合いを暗示させ、僧侶たちから不謹慎だとクレームが入り物議を醸す。しかし、ルイ15世の宮廷で行われる親密な晩餐会では大変好評であった。亡命したポーランド国王であり、食通で知られるスタニスワフのパティシエの一人であったニコラ・ストレーは、中にバニラ風味のカスタードクリームを詰め、その上に砂糖をたっぷりかけて焦がしたキャラメルの層をかけることで、赤いジュレを用いたレシピの不名誉な意味合いを取り除くよう工夫した。
後のバリエーションとして、リンゴのコンポートやサワーチェリーなど、フルーツを使ったレシピも考案された。
ピュイ・ダムールは、2024年1月15日に放送されたNHKの教養番組「グレーテルのかまど」で取り上げられた。

## 歴史
ピュイ・ダムールが初めて登場したのは、料理人のヴァンサン・ラ・シャペルが執筆し、1735年に出版されたレシピ集『THE MODERN COOK』での掲載による。ラ・シャペルはこのレシピ集の中で、ガトー・ド・ピュイ・ダムール (愛の井戸のケーキ) のレシピを二つ発表している。一つは、大きめのパイ生地ヴォル・オ・ヴァンの上にペイストリーの持ち手をつけ、赤スグリのジュレを詰めたもの。このケーキは井戸のバケツを模したものだった。もう一つのレシピは、プティ・ピュイ・ダムール（小さな愛の井戸のケーキ）のレシピで、ひと口サイズのケーキのバリエーションであった。